# Chlorocardium rodiei
Chlorocardium rodiei (Schomb.) Rohwer, H.G.Richt. & van der Werff, 1991 è una pianta sempreverde, appartenente alla famiglia delle Lauraceae, endemica della Guyana e del Suriname.

## Etimologia
Il nome generico Chlorocardium, deriva dal greco (chloros = verde, verde pallido e kardia = cuore), in riferimento al particolare colore del legno. L'epiteto specifico rodiei fu assegnato in onore del botanico francese Joseph Rodie.

## Descrizione

### Portamento
Albero alto fino a 40–50 m, dalla chioma ovale o conica, poco fitta, con tronco che raggiunge i 50–60 cm di diametro (raramente 100 cm). La base del fusto è rigonfia o con prominenze lunghe anche 1-2 metri. I virgulti sono angolari, finemente pubescenti da giovani, e terminano in una tipica gemma vegetativa apicale lunga 5–10 mm.

### Foglie
Sono foglie sempreverdi, coriacee e opposte, con margine intero.

### Fiori
Sono infiorescenze ascellari, a forma di pannocchia, lunghe fino a 5 cm, con fiori bianco-crema di 5–10 mm di diametro, dal profumo gelsominoso.

### Frutti
Sono drupe ellissoidali o globose, lunghe 6–7 cm e larghe 5 cm, di colore grigio o marrone con macchioline bianche, contenenti un unico seme; sono contenute in una caratteristica coppa legnosa di 2-2,5 cm, posta sul virgulto.

### Corteccia
La corteccia è di colore marrone o marrone-chiaro e si sfoglia irregolarmente.

## Distribuzione e habitat
Ę́ una specie dominante delle foreste pluviali di una ristretta area di pianura caratterizzata da terreni sabbiosi e solo occasionalmente si rinviene in altri tipi di foresta.

## Usi
Il suo legno, estremamente duro e resistente, tanto da non poter essere lavorato con utensili standard, è stato intensamente utilizzato per la costruzione di imbarcazioni, a causa della sua resistenza agli organismi marini e al fuoco, e immune anche dall'attacco delle termiti. Il suo sfruttamento commerciale iniziò nel tardo XVIII secolo, per poi raggiungere i massimi livelli tra il 1950 e il 1990. Le navi Fram e Endurance, imbarcazioni rese celebri nelle spedizioni polari di Amundsen e Shackleton, vennero considerate le più solide navi di legno mai costruite, essendo rivestite del durissimo legno di questa specie, per renderle più sicure dalla morsa del ghiaccio.

## Conservazione
A causa della riduzione della popolazione, causata dalla deforestazione, in conseguenza dell'eccessivo sfruttamento commerciale del suo legno, questa specie nel 1998 venne classificata come specie vulnerabile nella Lista rossa IUCN, scatenando polemiche in Guyana, dove riveste una importanza economica molto elevata. Dal 2006 si è deciso di inserirla nella lista delle specie con classificazione di rischio non determinata (DD, data deficient in inglese), in attesa di risolvere la controversia, in particolare con dati più precisi sulla popolazione presente.